# Kenny Frease
Kenneth Eugene Frease III (Massillon, Ohio, 18 de octubre de 1989) es un jugador de baloncesto estadounidense que pertenece a la plantilla del BBC Monthey de la LNBA suiza. Mide 2,11 metros de altura y ocupa la posición de pívot.

## Trayectoria

### Universidad
Tras pasar por el instituto Perry High School en Griggsville (Illinois), jugó con los Xavier Musketeers en la Atlantic Ten Conference, de 2008 a 2012. Tuvo una mención honorable Atlantic Ten Conference en 2011. 
Durante su estancia tuvieron tres veces el mejor récord de la Atlantic Ten Conference. En 2012 llegaron a la final de conferencia, pero perdieron con la Universidad de San Buenaventura (Nueva York). A pesar de su falta de éxito en las rondas finales, eran invitados al torneo de la NCAA. Frease llegó con el equipo tres veces al Sweet Sixteen, perdiendo en su último año, en 2012, contra los Baylor Bears. Algunos de sus antiguos compañeros de equipo que ahora juegan en Europa son: Jamel McLean, Isaiah Philmore o Travis Taylor.
Después de que en 2010 uno de los anotadores del equipo, Jason Love, diera el salto a Europa, Frease mejoraría sus números considerablemente en los dos años siguientes, promediando 10.9 puntos y cogiendo 6.6 rebotes. En las cuatro temporadas con Xavier, promedió 8.1 puntos y 5.3 rebotes en 171 partidos jugados.

### Profesional
A pesar de que hizo training camps con Minnesota Timberwolves y Cleveland Cavaliers, no fue elegido en el Draft de la NBA de 2012. Vivió su primera experiencia como profesional en el Walter Tigers Tübingen alemán, quedando décimo en liga pero con buenos números, 11 puntos, 5.3 rebotes y 1.5 asistencias en 34 partidos jugados.
En la 2013-2014 fichó por el Artland Dragons, jugando Eurocup y quedando séptimo en liga. Tuvo un promedio en liga de 7 puntos, 3.8 rebotes y 1 asistencias en 40 partidos jugados, mientras que en Eurocup fueron 9.5 puntos, 4.2 rebotes y 1 asistencia en 8 partidos disputados. Jugó Las Vegas Summer League de 2014 con Milwaukee Bucks.
A pesar de que el club alemán le ofreció renovar para la temporada siguiente, firmó por el Yeşilgiresun Belediyespor Kulübü turco, que por entonces jugaba en la TB2L.  Solo permaneció hasta enero y en los 16 partidos que jugó tuvo un promedio de 13.7 puntos, 6.2 rebotes, 1.1 asistencias y 2.1 tapones por partido.
En enero de 2015 volvió al Artland Dragons, firmando para el resto de la temporada. Quedaron undécimos y tuvo un promedio de 7.6 puntos y 3.8 rebotes en 15 partidos.
Tras el descenso del club a la ProB por problemas financieros, jugará la temporada 2015-2016 en el Basketball Löwen Braunschweig.
[actualizar]